# Día de la República (India)
El Día de la República es un día festivo en India, donde se conmemora la aprobación de la constitución nacional, y la transición del país a una república, que entró en rigor el 26 de enero de 1950.
La constitución vino a reemplazar la Ley de Gobierno indio de 1935 como la ley fundamental del estado de India, de esta forma transformando al país de ser un dominio británico a ser una república tras la independencia de la India Británica en 1947. La constitución fue aprobada por la Asamblea Constitucional de India el 26 de noviembre de 1949, entrando en rigor el 26 de enero de 1950. La fecha de esta celebración fue dada gracias a que el Congreso Nacional Indio proclamó el Purna Swaraj (Independencia) el mismo día en 1930.
El Día de la República suele ser reconocido por los desfiles, discursos políticos, eventos culturales y distintas ceremonias, incluyendo muchos otros eventos tanto públicos como privados celebrando la historia, gobierno y tradiciones de la India.

## Trasfondo
India logró su independencia de la India Británica el 15 de agosto de 1947 después del éxito del Movimiento de independencia de la India, liderada por Mahatma Gandhi. Esta fue promulgada a través de la ley de independencia de la India de 1947, una ley del Parlamento del Reino Unido que dividía a la India Británica en dos nuevos dominios de la Mancomunidad de Naciones. India se convirtió en una monarquía constitucional con Jorge VI como cabeza de estado y Louis Mountbatten como gobernador general de la India. Sin una constitución autónoma, sus leyes estaban basadas en la Ley de Gobierno indio de 1935 y gobernados por la Asamblea Constitucional de la India.
el 29 de agosto de 1947, se le encargo a un comité de redacción conformado por siete miembros para redactar una constitución permanente, contando con B.R. Ambedkar como presidente del comité. un borrador de la constitución preparado por el comité fue entregado a la Asamblea Constitucional el 4 de noviembre de 1948. Después de que el borrador se sometiera a discusiones y debates, la asamblea aprobó la constitución el 26 de noviembre de 1949. Gran parte de la constitución entró en vigor a partir del 26 de enero de 1950 con Rajendra Prasad convirtiéndose en el primer presidente de India, mientras que la Asamblea Constitucional pasó a ser el Parlamento de Bharat durante las transiciones de la nueva constitución. La fecha de esta celebración fue dada gracias a que el Congreso Nacional Indio proclamó el Purna Swaraj (Independencia) el mismo día en 1930.

## Costumbres y celebraciones
en vísperas del día de la república, el presidente en turno se dirige al pueblo Indio. el día de la república el presidente despliega la bandera nacional en la capital nacional (Nueva Delhi) junto a los gobernadores y vicegobernadores desplegando la bandera en sus respectivos estados y territorios.

### Desfiles

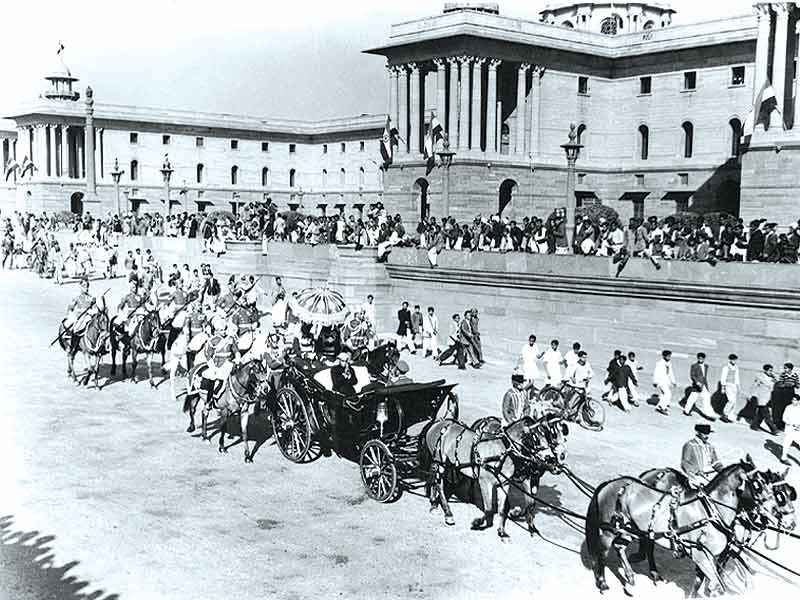
El primer presidente, Rajenda Prasad se prepara para ser parte del primer desfile del día de la república en Rajpath en Nueva Delhi en 1950

las Celebraciones principales del Día de la República se llevan a cabo en Nueva Delhi, en Kartavya Path, una Alameda ceremonial entre Rashtrapati Bhavan y la Puerta de la India. El evento es organizado por el presidente de India con desfiles y eventos culturales. el Desfile del Día de la República de Delhi del mismo día es organizado por el ministro de defensa. el presidente, quien es comandante en jefe de las fuerzas armadas de la India da el saludo a las unidades del Ejército de la India, la Marina de la India, fuerza aérea India, Paramilitares y las fuerzas policiacas.
Líder visita
Cada año, la cabeza de estado o el gobierno de otro país es invitado como líder visita de honor para las celebraciones del Día de la República  en Nueva Delhi. El país invitado es elegido con frecuencia basándose en base a intereses estratégicos, económicos y políticos. El presidente francés Emmanuel Macron fue el líder invitado en la celebración número 75 del Día de la República.

### Ceremonia de retirada
la ceremonia de retirada, llevada a cabo la tarde del 29 de enero marca el final de las fiestas del Día de la República. es interpretada por las bandas de las tres alas de las fuerzas armadas en Vijay Chowk. El presidente es escoltado por su guardaespaldas, y después del saludo presidencial, el himno nacional de la India, Jana-Gana-Mana es entonado. Al finalizar la banda militar toca canciones populares como Abide With Me y Saare Jahan Se Achcha.

### Condecoraciones
En las fechas cercanas al Día de la República, el presidente de India otorga «Condecoraciones del Loto». Estas fueron instituidas en el año 1954 y son distribuidas en tres categorías en orden descendente de prioridad o estatus.
- El Padma Vibhushan es otorgado por «servicios excepcionales y distinguidos» y es el segundo premio civil más alto.
- El Padma Bhushan es otorgado por «Servicios distinguidos de alto nivel» y es el tercer premio civil más alto.
- El Padma Shri es otorgado por «servicios distinguidos» y es el cuarto premio civil más alto.

La condecoración consta de un certificado y una medalla, y contrario a otras premiaciones nacionales, el premio no incluye dinero en efectivo, beneficios, ni concesiones especiales. un folleto conmemorativo que incluye breves detalles sobre cada ganador del premio también es publicado el día de la ceremonia de investidura.

## Galería

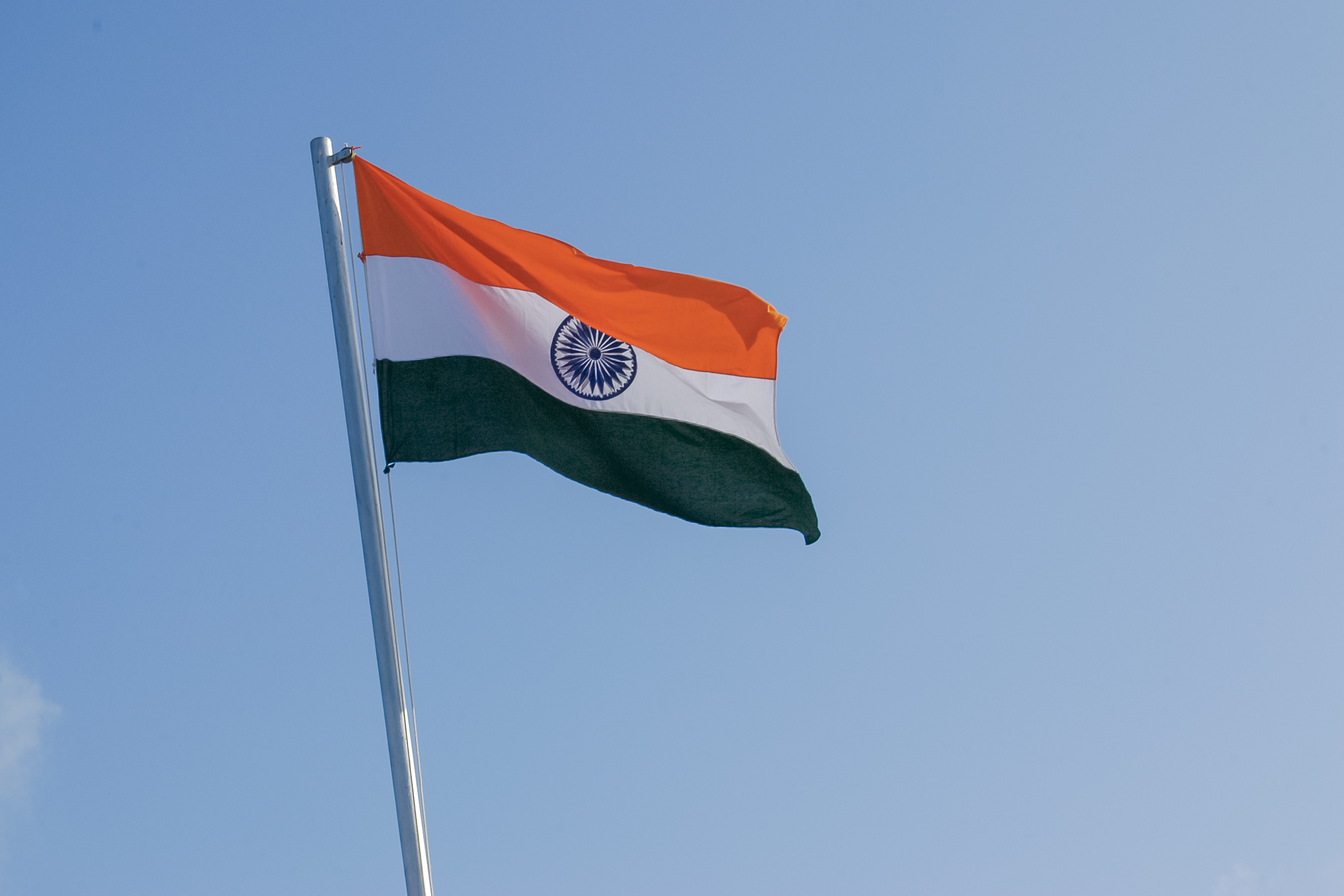
La bandera de la India desplegada el Día de la República
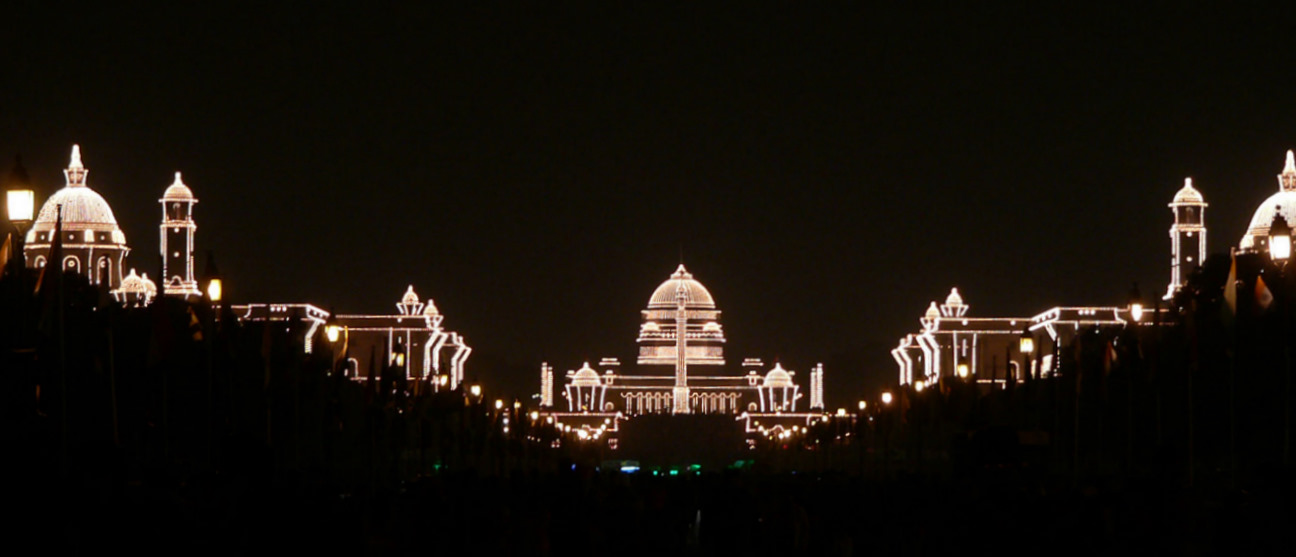
Los edificios en Raisina Hill, entre ellos el Rashtrapati Bhavan, encendidos durante el Día de la República en 2008
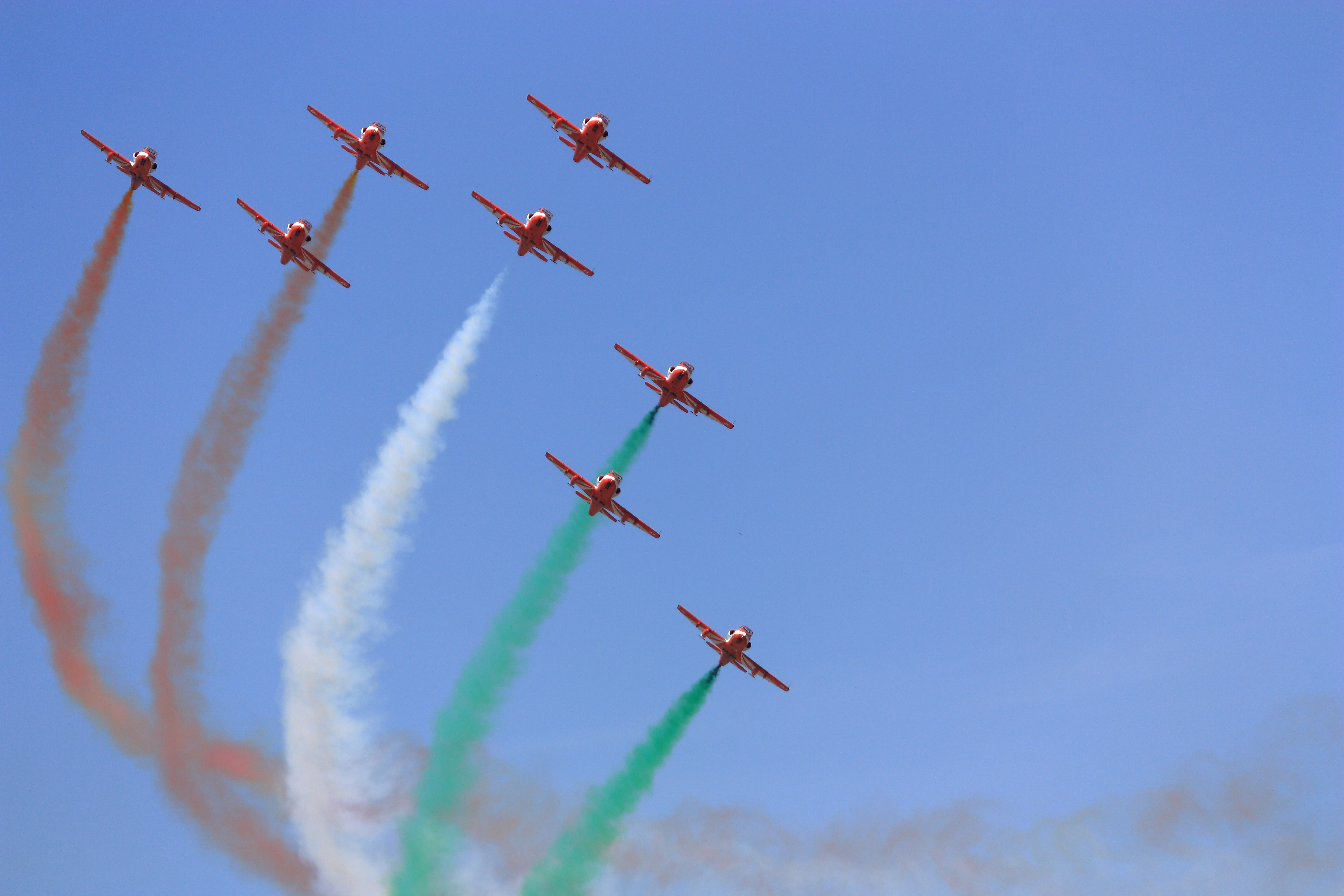
Los acróbatas aéreos Surya Kiran de la fuerza aérea de India el Día de la República
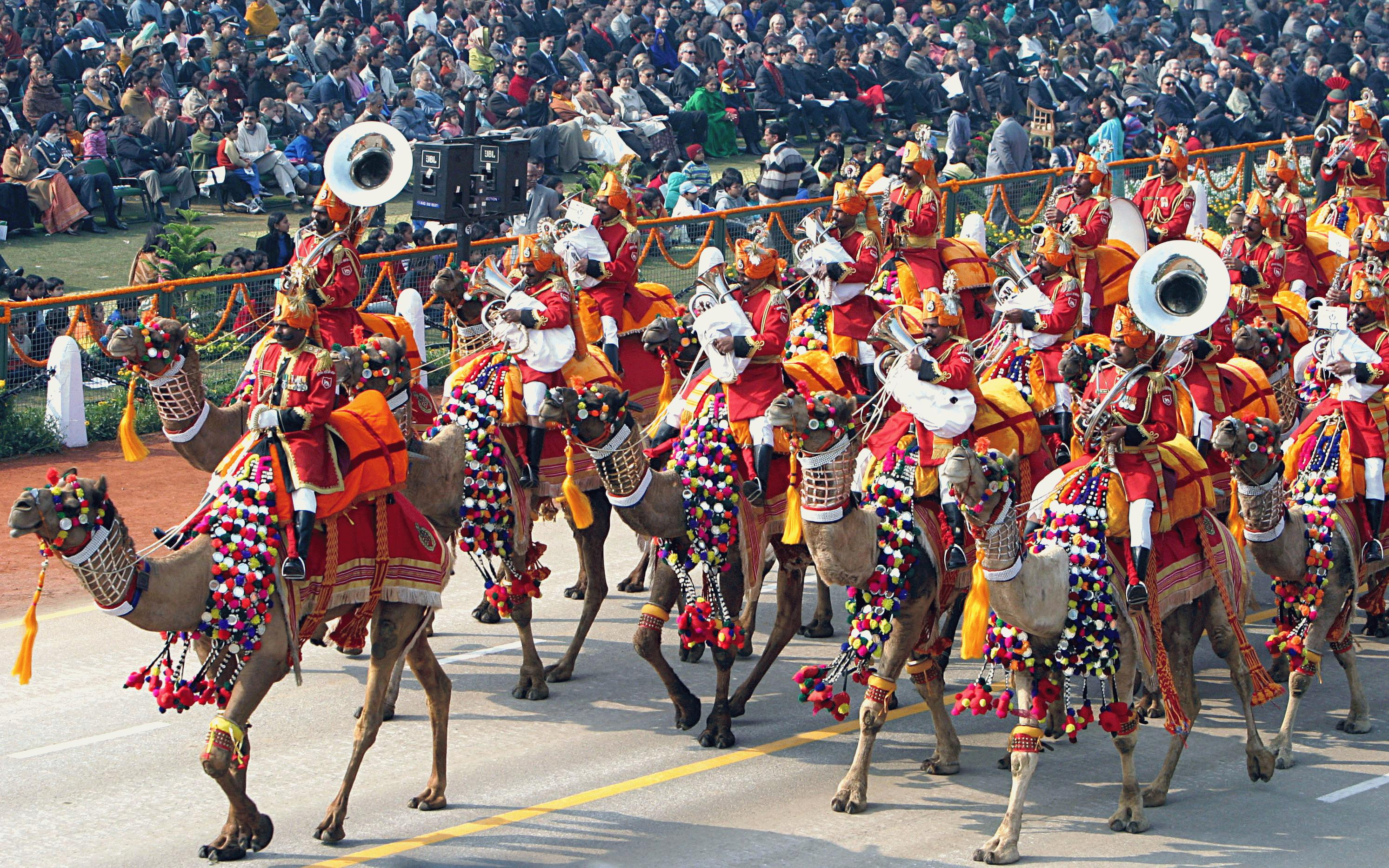
Personal de la seguridad fronteriza el Día de la República
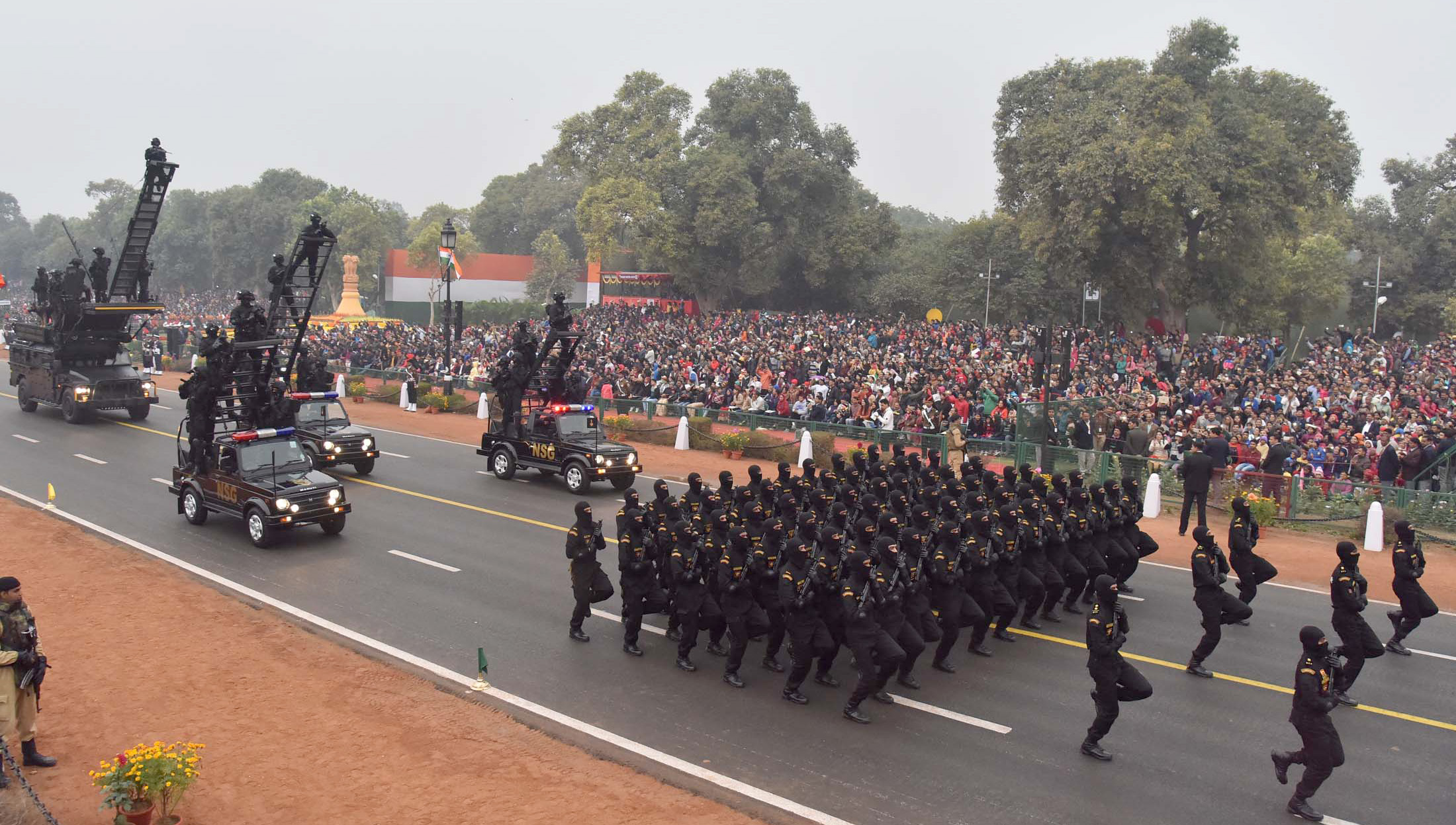
Guardia de seguridad nacional en la marcha del 2017 del desfile del Día de la República
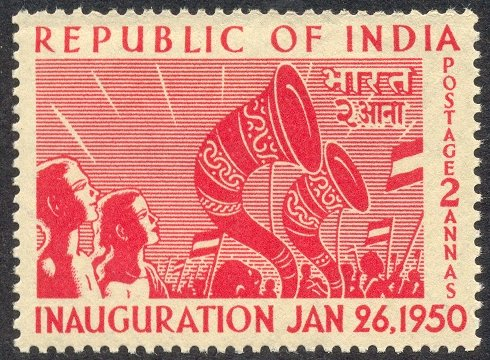
Estampilla postal conmemorando el Día de la República
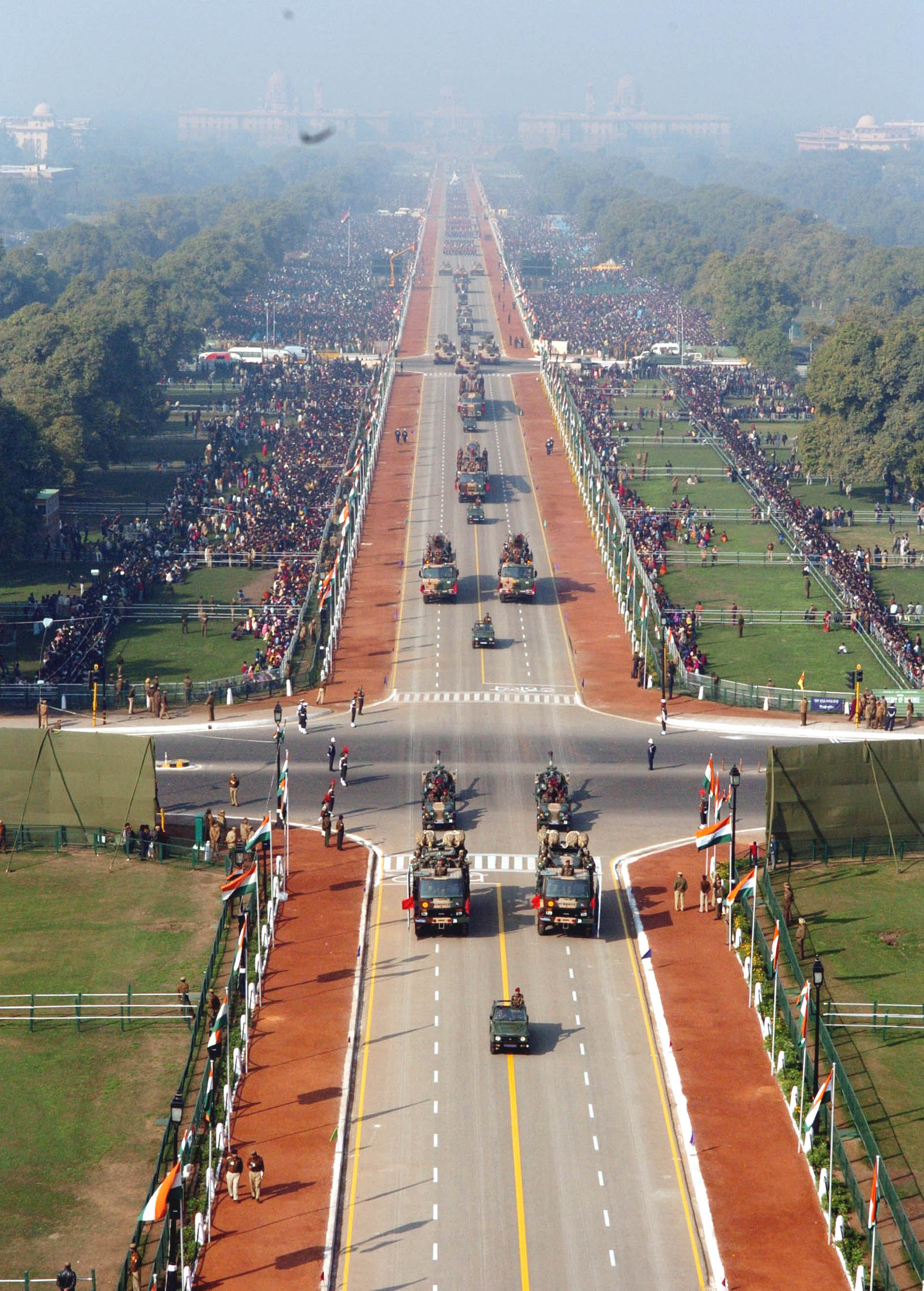
Vista aérea del desfile del Día de la República
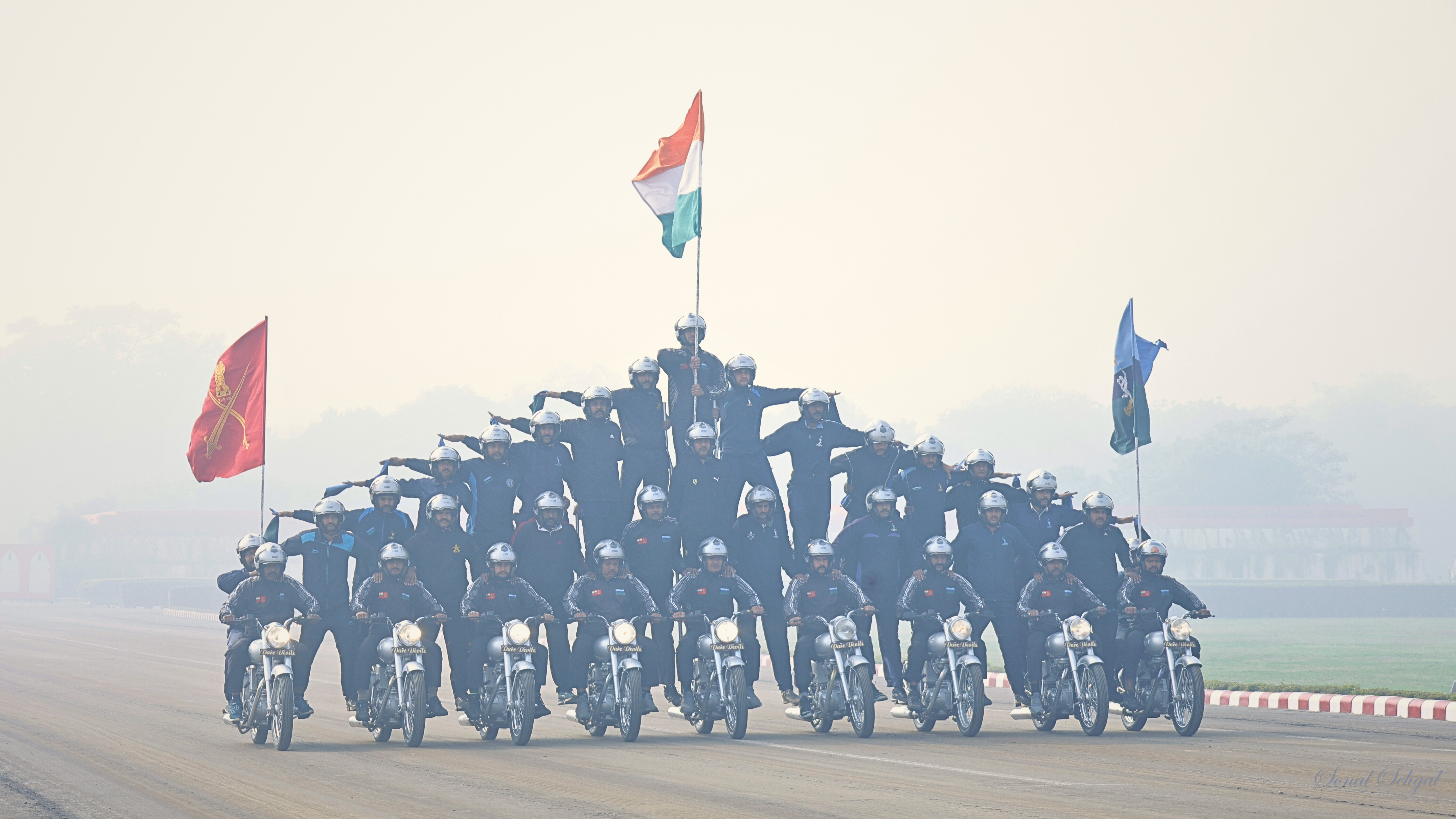
Republic Day Parade 2025